# Lochgilphead

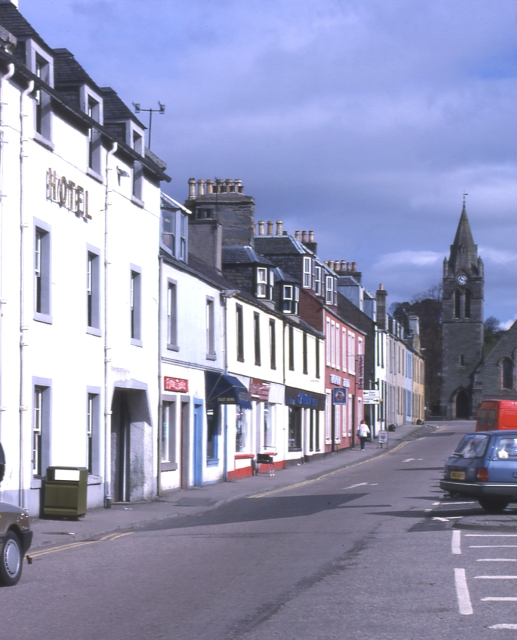
Lochgilphead.

Lochgilphead (skotsk gaeliska: Ceann Loch Gilb) är en ort och före detta burgh i Skottland, och hade 2 390 invånare år 2012. Den är administrativ huvudort för kommunen Argyll och Bute, med politikerna baserade i Kilmory Castle.
Staden ligger vid änden av Loch Gilp, en mindre vik från den större viken Loch Fyne. Lochgilphead ligger på bankerna till Crinan Canal. Några av Lochgilpheads faciliteter är en simbassäng, sportcenter, bank och en affär. Här finns även krukmakeri, bilförsäljare, mentalsjukhus, 9-håls golfbana et cetera.